# Epoetina
La epoetina es un fármaco que es ESA de primera generación; se trata de la versión sintética (recombinante) de la eritropoyetina (EPO), una hormona natural humana producida por los riñones. La epoetina, igual que su equivalente natural (EPO), estimula la eritropoyesis, es decir, la producción de eritrocitos (también llamados glóbulos rojos o hematíes).
La epoetina fue creada como la alternativa sintética a la eritropoyetina. La eritropoyetina, una hormona natural humana, puede extraerse de la orina humana. Sin embargo, este procedimiento suponía un importante obstáculo para su obtención y posterior utilización, al conseguirse sólo pequeñas cantidades que resultaban insuficientes para atender a la demanda. La epoetina, lograda mediante tecnología recombinante, se obtiene sintéticamente y por tanto puede producirse en grandes cantidades.

## Tipos

### Alfa y Beta
Las dos primeras versiones del fármaco fueron la epoetina alfa y epoetina beta. Ambas son comercializadas por la empresa farmacéutica estadounidense Amgen.
Aunque ambas variantes tienen una farmacocinética similar, la epoetina beta tienen una metabolización más lenta, llegando a necesitar en caso de utilizarse la vía intravenosa hasta un 20% más de tiempo que la epoetina alfa para su eliminación total del organismo (la diferencia es menor cuando se utiliza la vía subcutánea). Así, la vida media de la epoetina en el organismo es de 6-8 horas, en contraste con las ESAs de generaciones posteriores, con una vida media significativamente mayor.

### Delta (Dynepo)
Existe también una versión posterior, la epoetina delta (Dynepo). Esta sustancia activa el gen de la eritropoyetina, y al contrario de las versiones anteriores (producidas por células de animales) es producida por células humanas. 
Este fármaco puede ser derivado por el organismo hacia la generación de testosterona en momentos de exceso de fatiga.
Fue comercializada por primera vez en enero de 2007 en Alemania por la compañía farmacéutica Shire, tras haber obtenido por parte de la Comisión Europea el 18 de marzo de 2002 la autorización de comercialización en la UE. Sin embargo, el 17 de febrero de 2009 la compañía solicitó voluntariamente que le fuera retirada la autorización de comercialización, alegando motivos comerciales. Un mes después, el 17 de marzo de 2009, la Comisión Europea publicó la decisión de retirar la autorización para la comercialización de la Dynepo.

## Dopaje
La epoetina ha sido utilizada como forma de dopaje en diversos deportes de resistencia, aunque normalmente se hace referencia a ella como EPO, en sentido estricto la epoetina es sintética y la eritropoyetina natural.
La epoetina (alfa y beta) es detectable en los controles antidopaje desde finales del siglo XX. Sin embargo, la Dynepo (delta) fue indetectable hasta 2007.